# Mërgim Neziri
Mërgim Neziri (* 30. April 1993 in Göppingen) ist ein deutscher Fußballspieler. Seit 2020 spielt der 1,84 m große Außenbahnspieler beim 1. Göppinger SV.

## Karriere
In seiner Jugend spielte Neziri bis zur U17 bei den Stuttgarter Kickers. Im Januar 2010 trennte er sich vom Verein und schloss sich der Nachwuchsmannschaft des Karlsruher SC an. Beim KSC blieb er nur für ein halbes Jahr in der B-Jugend-Bundesliga Süd/Südwest, ehe er im Sommer 2010 zu den A-Junioren des SGV Freiberg wechselte. Mit dem SGV erreichte er 2011, nach einer 0:1-Niederlage im Finale gegen den VfB Stuttgart, den zweiten Platz im WFV-Pokal der U19-Junioren.
Im Sommer 2011 wechselte Mërgim Neziri zum VfR Aalen. Dort war er für die U19 spielberechtigt, die Vorbereitung auf die Saison 2011/12 absolvierte er jedoch zusammen mit der Profimannschaft des Drittligisten unter Trainer Ralph Hasenhüttl. Außer in der Juniorenmannschaft spielte er auch in der zweiten Mannschaft der Aalener in der Verbandsliga Württemberg, wobei er in 22 Einsätzen sieben Tore erzielte, und stand außerdem gelegentlich auch im Kader der Profimannschaft. Auf diese Weise gab Neziri am 2. August 2011 sein Profidebüt, als er am zweiten Spieltag der Drittliga-Saison bei dem 1:1-Unentschieden gegen den SV Darmstadt 98 in der 79. Minute für Marco Haller eingewechselt wurde. Ein weiterer Profieinsatz kam für ihn in dieser Saison, an deren Ende die erste Mannschaft in die 2. Bundesliga aufstieg, noch hinzu. Nach Saisonende verließ Neziri den VfR jedoch wieder und schloss sich der zweiten Mannschaft des 1. FC Nürnberg in der viertklassigen Regionalliga Bayern an. Im April 2013 zog er sich einen Kreuzbandriss zu und fiel für den Rest des Jahres aus. Im Sommer 2014 wechselte er zum Regionalligisten SV Seligenporten.